# أندرو ألين (مغن)
أندرو ألين (بالإنجليزية: Andrew Allen)‏ مواليد 6 مايو 1981، هو مغني وكاتب غنائي وموسيقي كندي بدأ مسيرته الفنية عام 2009.

## روابط خارجية
- أندرو ألين على موقع ميوزك برينز (الإنجليزية)
- أندرو ألين على موقع أول ميوزيك (الإنجليزية)
- أندرو ألين على موقع ديسكوغز (الإنجليزية)